# Robert Eden (1er baronnet)
Pour les articles homonymes, voir Robert Eden.
Robert Eden, 1er baronnet du Maryland, 23e gouverneur privé du Maryland (14 septembre 1741 - 2 septembre 1784) est un fonctionnaire colonial britannique et le dernier gouverneur royal du Maryland. Gouverneur populaire et administrateur compétent, Eden est renversé par les événements de la révolution américaine. En juin 1776, il est invité par la Convention du Maryland à partir pour l'Angleterre. Eden jouissait d'une bonne réputation à la Cour et cette même année 1776, il devient Baronnet. Il finit par retourner dans le Maryland où il meurt en 1784 à l'âge de 43 ans. Il est enterré à Annapolis et son fils aîné, Frederick Eden (2e baronnet), un auteur renommé, lui succède comme baronnet. 

## Biographie
Il est né à Durham, en Angleterre, le 14 septembre 1741, deuxième fils de Robert Eden, troisième baronnet de West Auckland, et frère de William Eden, premier baron Auckland et de Morton Eden (1er baron Henley) et parent du gouverneur de la Caroline du nord, Charles Eden. 
En 1763, il fait un mariage avantageux, épousant Caroline Calvert, fille de Charles Calvert propriétaire du Maryland. En 1766, Caroline a un fils, Frederick. Trois ans plus tard, en 1769, à l'âge de 28 ans, Robert Eden succède à Horatio Sharpe (en) au poste de gouverneur du Maryland, la plus haute fonction de la province. En tant que gouverneur, Eden tente de maintenir son autorité sur la province de plus en plus rebelle pendant les années tumultueuses précédant la révolution américaine. 
Il ne fait pas partie de ceux qui croient que la contrainte obligerait les Marylandais à rester loyaux envers leur mère patrie. Au cours des années 1770, l'opposition à la fiscalité britannique s'accentue et l'autorité du gouverneur commence à faiblir. Le 19 avril 1774, il est contraint de proroger l'Assemblée coloniale, la dernière fois qu'elle se réunira. À partir de ce moment, le gouvernement du Maryland est de plus en plus entre les mains des révolutionnaires. Le 19 octobre 1774, le Peggy Stewart est incendié dans le port d’Annapolis en signe de protestation contre les taxes sur le thé, à l’instar du célèbre Boston Tea Party, qui a lieu le 16 décembre 1773. 
Bien qu'Eden éprouve de la sympathie pour les griefs des colons, il est fermement opposé à une lutte armée contre la Couronne. En l’occurrence, le Maryland est le seul État à n’avoir pas destitué de force son dernier gouverneur colonial, choisissant plutôt un transfert de pouvoir formel et largement courtois. En 1775, la Convention d'Annapolis usurpe l'autorité d'Eden et le Maryland Council of Safety lui demande finalement de lui retirer ses fonctions de gouverneur. Le Congrès continental (et les Virginiens en particulier) insistent pour que la Convention du Maryland arrête Eden, mais ils se montrent réticents, préférant éviter une mesure aussi "extrême".  
Finalement, la Convention du Maryland demande officiellement au gouverneur de partir et le gouverneur Eden quitte finalement le Maryland pour l'Angleterre à bord du navire Fowey le 23 juin 1776. Il est créé baronnet du Maryland en Amérique du Nord le 19 octobre 1776. 

## Famille

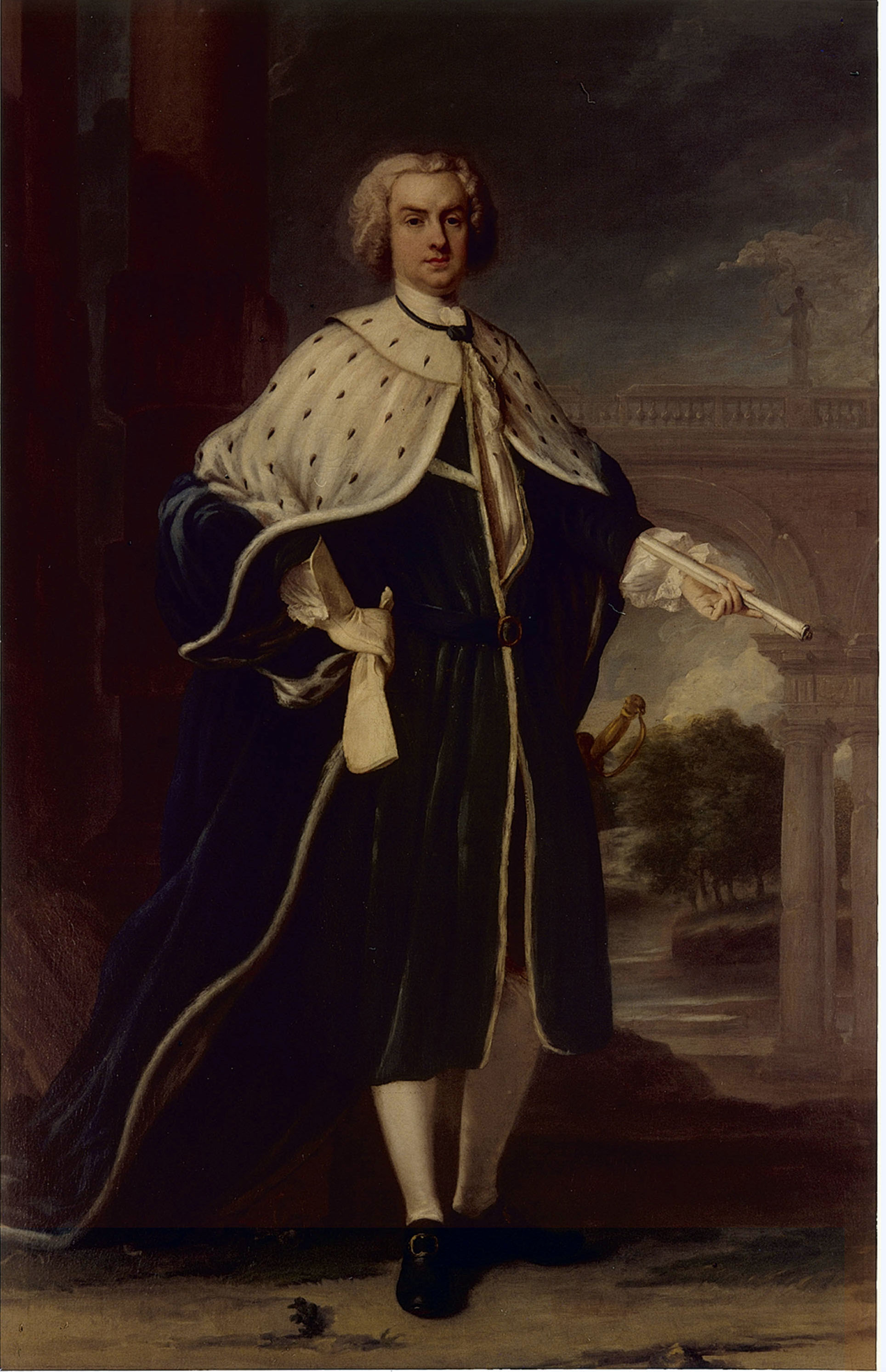
Charles Calvert, 5e baron Baltimore, beau-père d'Eden.

Le 26 avril 1763, Eden épouse Caroline Calvert, fille de Charles Calvert (5e baron Baltimore). Caroline est la demi-sœur de Benedict Swingate Calvert (en), un juge, avec lequel Eden partageait le même amour des courses de chevaux. Benoît Swingate Calvert s'est vite retrouvé nommé au conseil du gouverneur. 
Son fils, Frederick Morton Eden, deuxième baronnet du Maryland (1766-1809), est un écrivain pionnier et l'auteur de The State of the Poor, publié en 3 volumes en 1797. 
Eden est décédé le 2 septembre 1784 et est enterré à Annapolis, Maryland. Son fils aîné, Frédéric, lui succède comme baronnet. Eden est un ancêtre du Premier ministre britannique Anthony Eden au XXe siècle. 